# Bad Schwartau
Bad Schwartau – miasto uzdrowiskowe w Niemczech w kraju związkowym Szlezwik-Holsztyn, w powiecie Ostholstein. W 2019 r. liczyło 20 044 mieszkańców.

## Współpraca międzynarodowa
- Bad Doberan, Meklemburgia-Pomorze Przednie
- gmina Czaplinek, Polska
- Villemoisson-sur-Orge, Francja